# دراسة إبلاغ ذاتي
دراسة الإبلاغ الذاتي (بالإنجليزية: Self-report study)‏ هي نوع من الدراسات القائمة على الاستبيان أو الاستطلاع فالذين يشملهم الاستطلاع يقرأون السؤال ويحددون الإجابة بأنفسهم دون تدخل الباحث.
يستخدم تعبير الإبلاغ الذاتي لوصف أي طريقة تتضمن سؤال المشتركين عن مشاعرهم أو مواقفهم أو معتقداتهم أو سلوكهم وغيرها. من الأمثلة على استخدام الإبلاغ الذاتي: الاستبانات والمقابلات. يستخدم الإبلاغ الذاتي بوصفه طريقة لكسب إجابات المشتركين في الدراسات بطريقة الملاحظة أو المشاهدة والتجارب.
دراسات الإبلاغ الذاتي تشكو من مشلكة القبول، فالمرضى قد يبالغون في وصف أعراضهم لدرجة أنهم يجعلون من حالاتهم أسوأ أو أنهم قد يققلون من شأن أعراضهم للتقليل من مشاكلهم. أيضا المرضى قد يخطئون أو ينسون بعض التفاصيل المطلوبة في الاستبانات.